# Jorge López Astorga
Jorge Luis López Astorga (Llay-Llay, 30 d'octubre de 1990) és un actor, cantant, ballarí i model xilè, conegut principalment pel seu paper de Ramiro Ponce a la sèrie juvenil de Disney Channel, Soy Luna (2016) i com a Valerio Montesinos a la sèrie de Netflix, Élite (2018).

## Biografia
Nascut i criat a Llay-Llay, des de petit va ressaltar la seva veta artística amb el ball, però aviat es va adonar que el seu era l'actuació. Amb 16 anys i, contra el que pensaven i volien els seus pares ja que tenia bons resultats acadèmic, va deixar la seva llar per anar-se'n a Santiago a complir el seu somni: ser actor.
Va estudiar interpretació a l'Acadèmia d'Actuació Fernando González Mardones i en la Universitat UNIACC.

## Trajectoria
Va debutar a la gran pantalla amb la pel·lícula Violeta se fue a los cielos de 2011, seguida de la sèrie televisiva juvenil Decibel 110, emesa entre 2011 i 2012 pel canal Mega. Posteriorment va participar en la sisena temporada de la sèrie Los 80 i en la telenovel·la Mamá mechona.
També va participar en adaptacions musicals com El màgic d'Oz, Peter Pan i Chicago.
L'estiu de 2014 va guanyar un concurs realitzat per la cadena de gimnasos Hard Candy Fitness, el premi era participar en una exclusiva classe impartida per Madonna (cofundadora d'aquesta cadena de gimnasos) en la inauguració d'un nou gimnàs a Toronto.
Després de diverses audicions, el 2015 va ser seleccionat per a integrar-se en l'elenc de la sèrie de Disney Channel Soy Luna, on interpreta el personatge anomenat Ramiro Ponce.
El 2018 va gravar la sèrie Wake Up que va ser emesa per Playz (plataforma de continguts digitals de RTVE) la tardor de 2018. El 2019 s'incorpora en el repartiment de la sèrie original de Netflix, Élite, on dona vida a Valerio.

## Filmografia

### Cine
| Any  | Títol | Títol                       | Rol                | Notes                |
| ---- | ----- | --------------------------- | ------------------ | -------------------- |
| 2011 | Xile  | Violeta se fue a los cielos | Ángel Parra (jove) | Debut cinematogràfic |

### Televisió
| any       | Títol     | Títol                         | Rol                       | notes                                        |
| --------- | --------- | ----------------------------- | ------------------------- | -------------------------------------------- |
| 2011-2012 | Xile      | Decibel 110                   | Jorge Rius                | 60 episodis                                  |
| 2014      | Xile      | Los 80                        | Gustavo Morales           | 3 episodis                                   |
| 2014      | Xile      | Mamá mechona                  | President CEPSI           | 11 episodis                                  |
| 2014      | Xile      | Sudamerican Rockers           | Estudiant de música       | 2 episodis                                   |
| 2016-2018 | Argentina | Soy Lluna                     | Ramiro Ponce              | Elenc principal, 215 episodis                |
| 2018      | Espanya   | Wake Up                       | Iris                      | Elenc principal                              |
| 2019-2020 | Espanya   | Élite                         | Valerio Montesinos Rojas  | Elenc principal, 16 episodis (temporada 2-3) |
| 2021      | Argentina | Soy Luna: El último concierto | Ell mateix / Ramiro Ponce | Pel·lícula-Concert-Documental                |
| TBA       | Xile      | Temporada de Verão            | Diego                     | Elenc principal                              |

### Teatre
- El màgic d'Oz
- Peter Pan
- Chicago

## Gires
- Soy Luna en concert (2017) - Gira llatinoamericana
- Soy Luna Live (2018) - Gira europea
- Soy Luna en viu (2018) - Gira llatinoamericana

## Premis
| Any  | Organització | Categoria           | Treball     | Resultat  | Ref(s) |
| ---- | ------------ | ------------------- | ----------- | --------- | ------ |
| 2017 | Fans Awards  | Listo lo dije       | Jorge López | Nominat   | [ 14 ] |
| 2019 | GQ Mèxic     | Actor internacional | Jorge López | Guanyador | [ 15 ] |